# 新名神高速公路
新名神高速公路（日语：／ Shin Meishin kōsokudōro */?）是以三重縣四日市市四日市JCT為起點，途經滋賀縣、京都府、大阪府至兵庫縣神戶市神戶JCT的高速公路（高速自動車國道）。簡稱為新名神高速（日语：／ Shin Meishin kōsoku */?）或新名神（日语：／ Shin Meishin */?）。
根據高速公路編號的路線編號與新東名高速公路、伊勢灣岸自動車道一同編為「E1A」。

## 概要
新名神高速公路的法定名稱為近畿自動車道名古屋神戶線。 。新名神高速首段草津JCT至草津田上IC於2005年3月19日通車，第二段龜山JCT至草津田上IC於2008年2月23日通車。

新名神高速最早於1987年的第四次全國綜合開發計劃中被提出，曾因削減預算和發現遺跡而更改路段設計。滋賀縣大津市至京都府城陽市和京都府八幡市至大阪府高槻市這兩段共計約35公里的路段更因預測低交通流量而凍結工程近十年。目前計劃2023年全線通車。

### 道路規格
本線
- 道路構造令 : 第1種第1級（龜山西系統交流道 - 甲賀土山交流道下行線以外暫定施工時為第1種第2級）
- 設計速度 : 100[3] - 120km/h
- 車道  
  - 龜山西系統交流道 - 甲賀土山交流道 下行線 : 3.50公尺×2+3.75公尺
  - 上述以外的路段 : 行車道3.50公尺 超車道3.75公尺（用地徵收 : 6車道）
- 路肩（雙向無分離區間[4]）
  - 土工部 : 2.50公尺 - 3.00公尺×2（左側）
  - 橋梁部（中小橋） : 2.50公尺 - 3.00公尺×2（左側）
  - 橋梁部（長大橋） : 1.75公尺 - 3.125公尺×2（左側）
- 路肩（雙向分離區間[5]）
  - 土工部 : 2.50公尺 - 3.50公尺（左側）1.25公尺 - 1.75公尺（右側）
  - 隧道部 : 1.00公尺 - 2.50公尺
  - 橋梁部（中小橋） : 2.50公尺 - 3.00公尺（左側）1.25公尺 - 1.75公尺（右側）
  - 橋梁部（長大橋） : 1.75公尺 - 3.125公尺（左側）1.25公尺（右側）
- 中央分離帶 : 4.50公尺
- 中央分離帶的路肩 : 2.00公尺（隧道部1.25公尺）
- 最小曲線半徑 : 標準値3,000公尺 特例値1,500公尺
- 最急坡度 : 標準値2.0% 特例値3.0%
- 最小縱斷曲線半徑 : 凸型標準値40,000公尺 特例値23,000公尺 凹型標準値9,000公尺 特例値6,000公尺
- 停止視距 : 310公尺

聯絡路
- 道路構造令 : 第1種第3級
- 設計速度 : 60[6] - 80km/h
- 車道 : 3.50公尺×2
- 路肩 : 2.50公尺（橋梁部1.75公尺）
- 最小曲線半徑 : 標準値700公尺
- 最急坡道 : 標準値4.0%

## 交流道
雖然名神高速公路的交流道編號與東名高速公路編號連續，但新名神高速公路與新東名高速公路間夾着伊勢灣岸，因此新東名的編號與新名神是各自編號。
- 交流道（IC）編號欄的背景色為■顯示該部分道路已經啟用。設施名欄的背景色為■顯示該部分設施尚未啟用。未開通路段的名稱為臨時名稱。
- 智能交流道（SIC）以背景色■顯示。
- 巴士站（BS），○/●為使用中，◆為停用中設施。無標示者為沒有巴士站。
IC為交流道的簡寫，SIC為智能交流道的簡寫，JCT為公路分岔點（日语：ジャンクション (道路)）的簡寫，SA為服務區的簡寫，PA為停車區（日语：パーキングエリア）的簡寫，BS為巴士站的簡寫。

### 本線
| IC 編號                    | 中文設施名           | 日文設施名 | 英文設施名 | 接續路線名                                                                                              | 起點 起計 （公里） | BS | 備註                                                              | 所在地 | 所在地            |
| -------------------------- | -------------------- | ---------- | ---------- | --- | ------------------ | -- | ----------------------------------------------------------------- | ------ | ----------------- |
| E1A 伊勢灣岸自動車道       |                      |            |            | |                    |    |                                                                   |        |                   |
| 29-1                       | 四日市JCT            |            |            | E23 東名阪自動車道                                                                                      | 0.0                | -  |                                                                   | 三重縣 | 四日市市          |
| 1                          | 新四日市JCT          |            |            | C3 東海環狀自動車道                                                                                     | 4.4                | -  |                                                                   | 三重縣 | 四日市市          |
| 2                          | 菰野IC               |            |            | 國道477號（四日市湯之山道路）                                                                           | 12.6               |    |                                                                   | 三重縣 | 三重郡 菰野町     |
| 2-1                        | 鈴鹿PA/SIC           |            |            | | 20.6               |    |                                                                   | 三重縣 | 鈴鹿市            |
| 3                          | 龜山西JCT            |            |            | E1A 龜山聯絡路                                                                                          | 27.3               | -  |                                                                   | 三重縣 | 龜山市            |
| -                          | 土山SA/BS            |            |            | - | 38.3               | ○  |                                                                   | 滋賀縣 | 甲賀市            |
| 4                          | 甲賀土山IC           |            |            | 滋賀縣道340號甲賀土山聯絡線 滋賀縣道24號甲賀土山線 滋賀縣道539號岩室北土山線 名神名阪聯絡道路（調查中） | 41.3               |    |                                                                   | 滋賀縣 | 甲賀市            |
| 5                          | 甲南IC/PA            |            |            | 滋賀縣道343號甲南聯絡線 滋賀縣道337號柑子鹽野線                                                         | 51.5               |    | IC與PA互相不可使用                                                | 滋賀縣 | 甲賀市            |
| 6                          | 信樂IC               |            | Shigaraki  | 滋賀縣道341號信樂聯絡線 國道307號（途經縣道341號）                                                      | 58.2               |    |                                                                   | 滋賀縣 | 甲賀市            |
| 7                          | 大津JCT              |            |            | E1A 大津聯絡路                                                                                          | 69.8               | -  | 只限草津JCT方向接續                                               | 滋賀縣 | 大津市            |
|                            | 大津SA/新名神大津SIC |            |            | 京都府道、滋賀縣道783號宇治田原大石東線                                                                 |                    |    | 開通時期未定                                                      | 滋賀縣 | 大津市            |
|                            | 宇治田原IC           |            |            | 國道307號 京都府道62號宇治木屋線                                                                        | 87.8               |    | 開通時期未定                                                      | 京都府 | 綴喜郡 宇治田原町 |
|                            | 城陽SIC              |            |            | 城陽市道城陽Smart聯絡線                                                                                 | 90.9               |    | 開通時期未定                                                      | 京都府 | 城陽市            |
| 9                          | 城陽JCT/IC           |            |            | E24 京奈和自動車道 國道24號大久保繞道                                                                   | 94.9               | -  | 開通時期未定                                                      | 京都府 | 城陽市            |
| 10                         | 八幡京田邊JCT/IC     |            |            | E89 第二京阪道路 京都府道284號八幡京田邊聯絡線                                                          | 98.4               | -  |                                                                   | 京都府 | 八幡市            |
| 興建中（預定2027年度開通） |                      |            |            | |                    |    |                                                                   | 京都府 |                   |
| 11                         | 高槻JCT/IC           |            |            | E1 名神高速公路 京都府道、大阪府道79號伏見柳谷高槻線                                                    | 109.1              | -  | 截至2018年3月的距離標為109.7KP 名神分岔 - 新名神分岔間距離約1.4km | 大阪府 | 高槻市            |
| 12                         | 茨木千提寺IC/PA      |            |            | 大阪府道1號茨木攝津線                                                                                   | 119.0              |    |                                                                   | 大阪府 | 茨木市            |
| 13                         | 箕面止止呂美IC       |            |            | 國道423號 箕面收費道路                                                                                  | 127.1              |    |                                                                   | 大阪府 | 箕面市            |
| 14                         | 川西IC               |            |            | 兵庫縣道721號川西聯絡線                                                                                 | 132.7              |    |                                                                   | 兵庫縣 | 川西市            |
| 14-1                       | 寶塚北SA/SIC         |            |            | 兵庫縣道33號鹽瀨寶塚線                                                                                  | 141.5              |    |                                                                   | 兵庫縣 | 寶塚市            |
| 5-1                        | 神戶JCT              |            |            | E2A 中國自動車道                                                                                        | 149.6              | -  |                                                                   | 兵庫縣 | 神戶市 北區       |
| E2 山陽自動車道            |                      |            |            | |                    |    |                                                                   |        |                   |

### 龜山聯絡路
- 全線位於三重縣龜山市內。
- 上行線的KP數字左邊的字母為「F」，下行線的數字左邊的字母為「E」。
此為龜山聯絡路連絡新名神與東名阪道的坡度，龜山西JCT的坡度（A、B、C、D坡度）繼續以「E」與「F」顯示。

| IC 編號                | 中文設施名 | 日文設施名 | 英文設施名 | 接續路線名         | 起點 起計 （公里） | BS | 備註 |
| ---------------------- | ---------- | ---------- | ---------- | ------------------ | ------------------ | -- | ---- |
| 鈴鹿龜山道路（調查中） |            |            |            |                    |                    |    |      |
| 32-1                   | 龜山JCT    |            |            | E23 東名阪自動車道 | 0.0                | -  |      |
| 3                      | 龜山西JCT  |            |            | E1A 本線           | 4.8                | -  |      |

### 大津聯絡路
- 全線位於滋賀縣內。
- KP的數字左邊的字母為「W」。
- 起終點為草津JCT起至大津JCT，KP上為大津JCT起至草津JCT。

| IC 編號 | 中文設施名 | 日文設施名 | 英文設施名 | 接續路線名                                                               | 起點 起計 （公里） | BS | 備註                  | 所在地 | 所在地 |
| ------- | ---------- | ---------- | ---------- | ------------------------------------------------------------------------ | ------------------ | -- | --------------------- | ------ | ------ |
| 30-1    | 草津JCT    |            |            | E1 名神高速公路                                                          | 3.6                | -  |                       | 草津市 |        |
| 7-1     | 草津田上IC |            |            | 滋賀縣道342號草津田上聯絡線 滋賀縣道2號大津能登川長濱線（途經縣道342號） | 2.4                |    |                       | 草津市 |        |
|         | 大津JCT    |            |            | E1A 本線                                                                 | 0.0                | -  | 只限龜山西JCT方向接續 | 大津市 |        |

## 歷史

### 通車預定年度

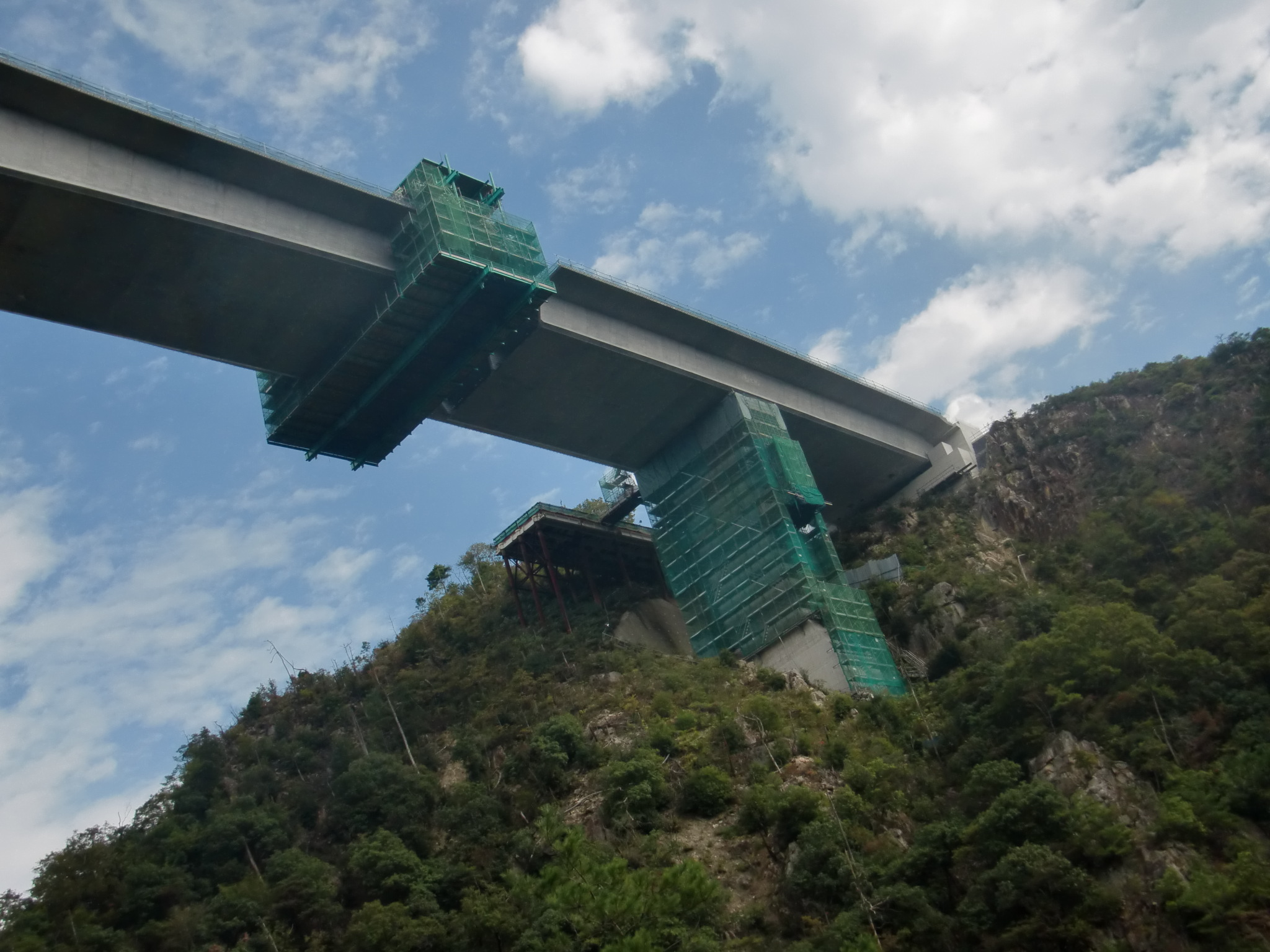
自寶塚市的川下川水壩望向上空施工中的橋梁 2012年11月

#### 本線
- 新四日市系統交流道〜龜山西系統交流道 : 2018年度[18]
- 大津系統交流道〜城陽系統交流道 : 2023年度[12]
- 八幡京田邊系統交流道〜高槻系統交流道 : 2023年度[12]

※上記為日本高速公路保有、債務返還機構在協定上的完成預定年度。

### 有馬川橋倒塌事故

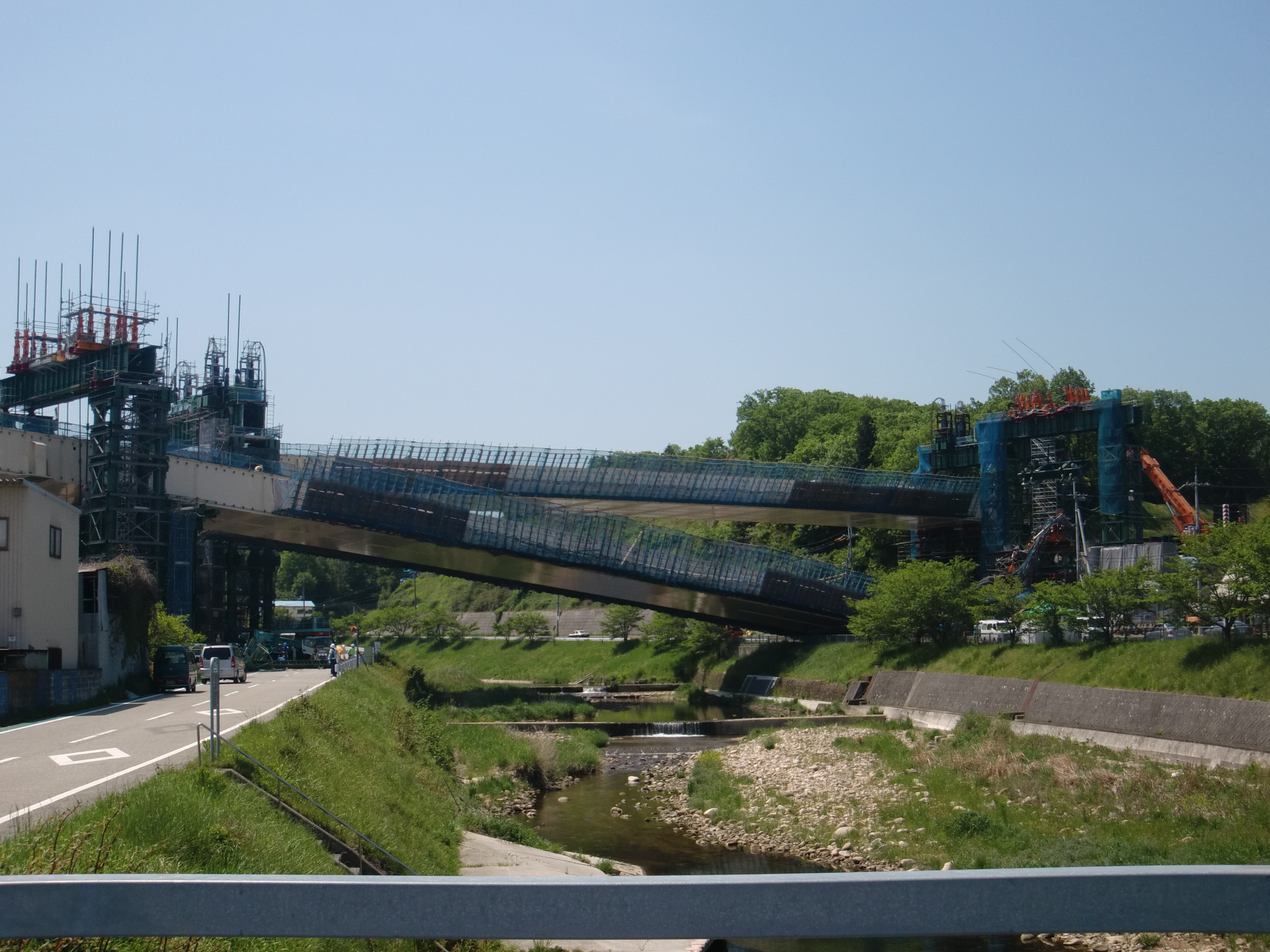
從北側望向事故現場全景 国道176号封閉中 2016年4月30日攝影
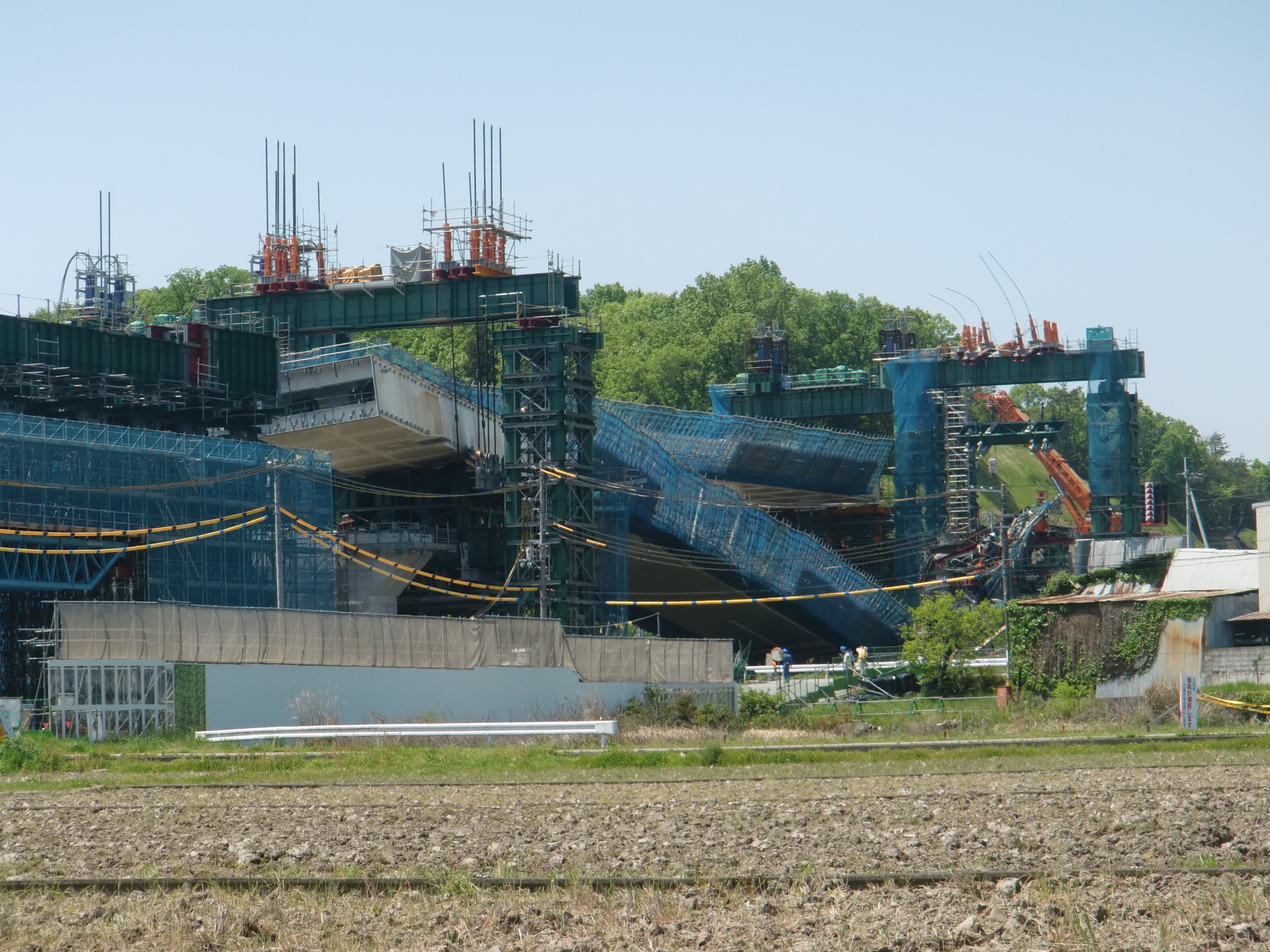
上行線側倒塌的橋桁
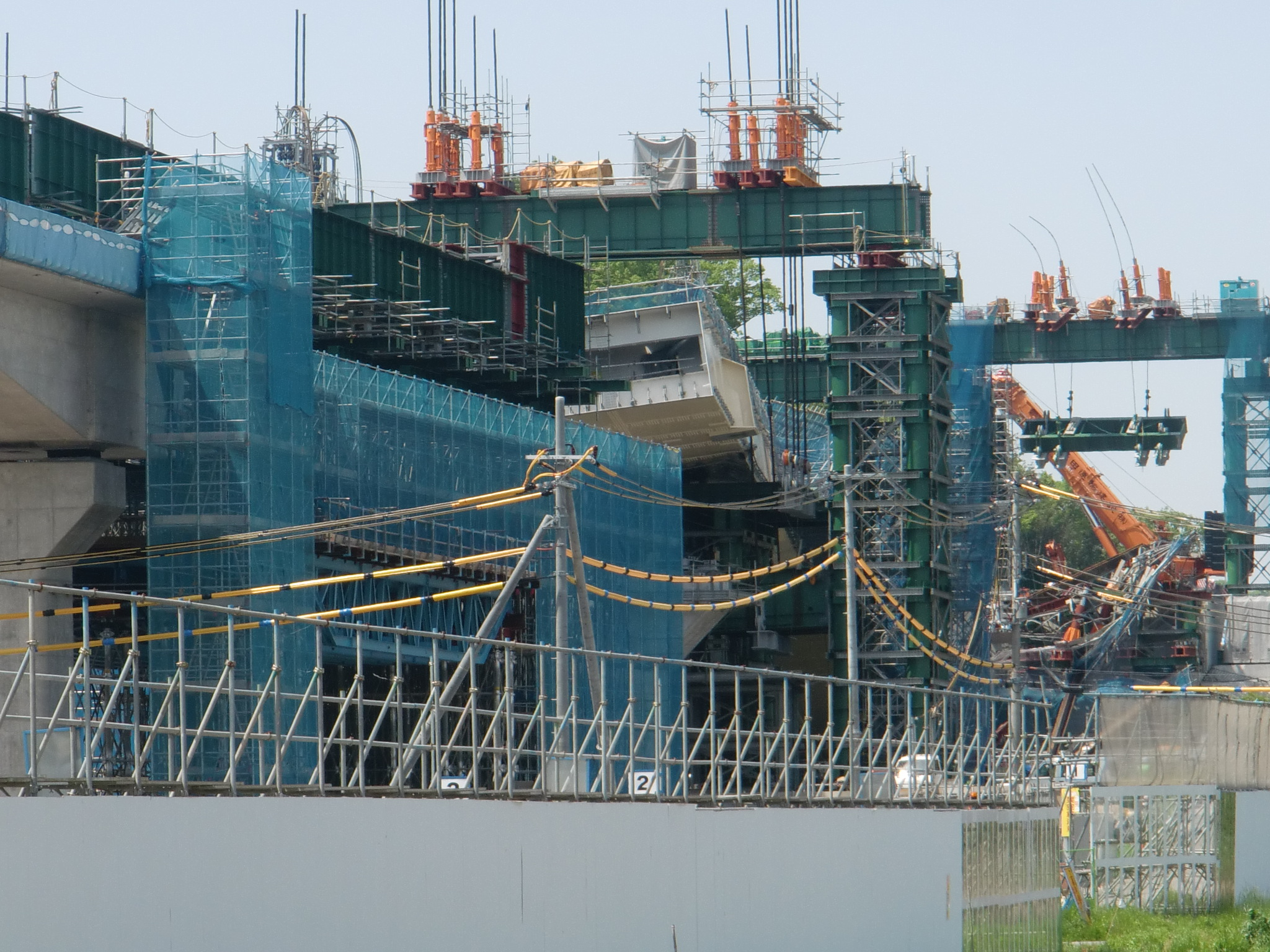
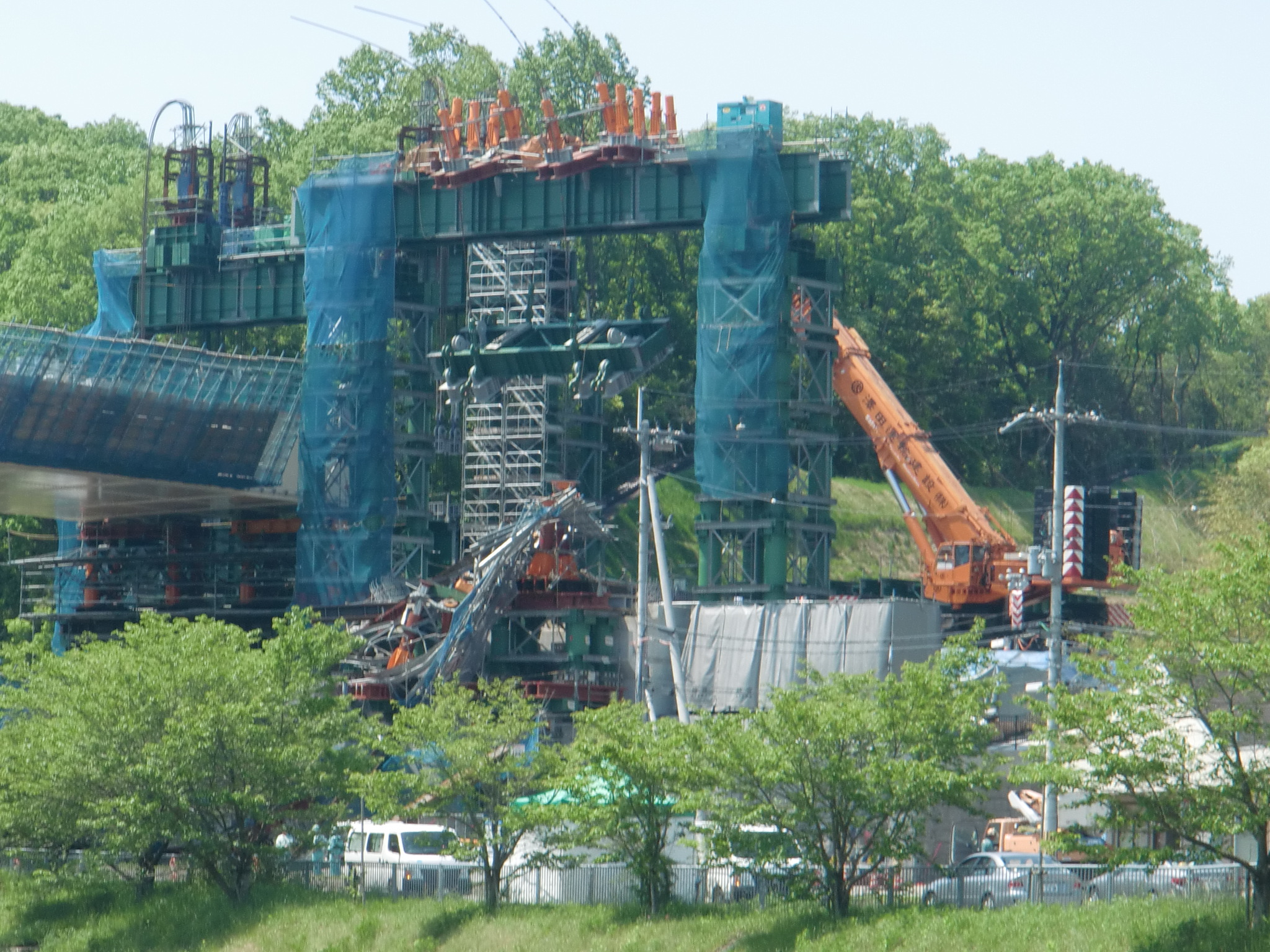

## 路線狀況

### 車道與速限

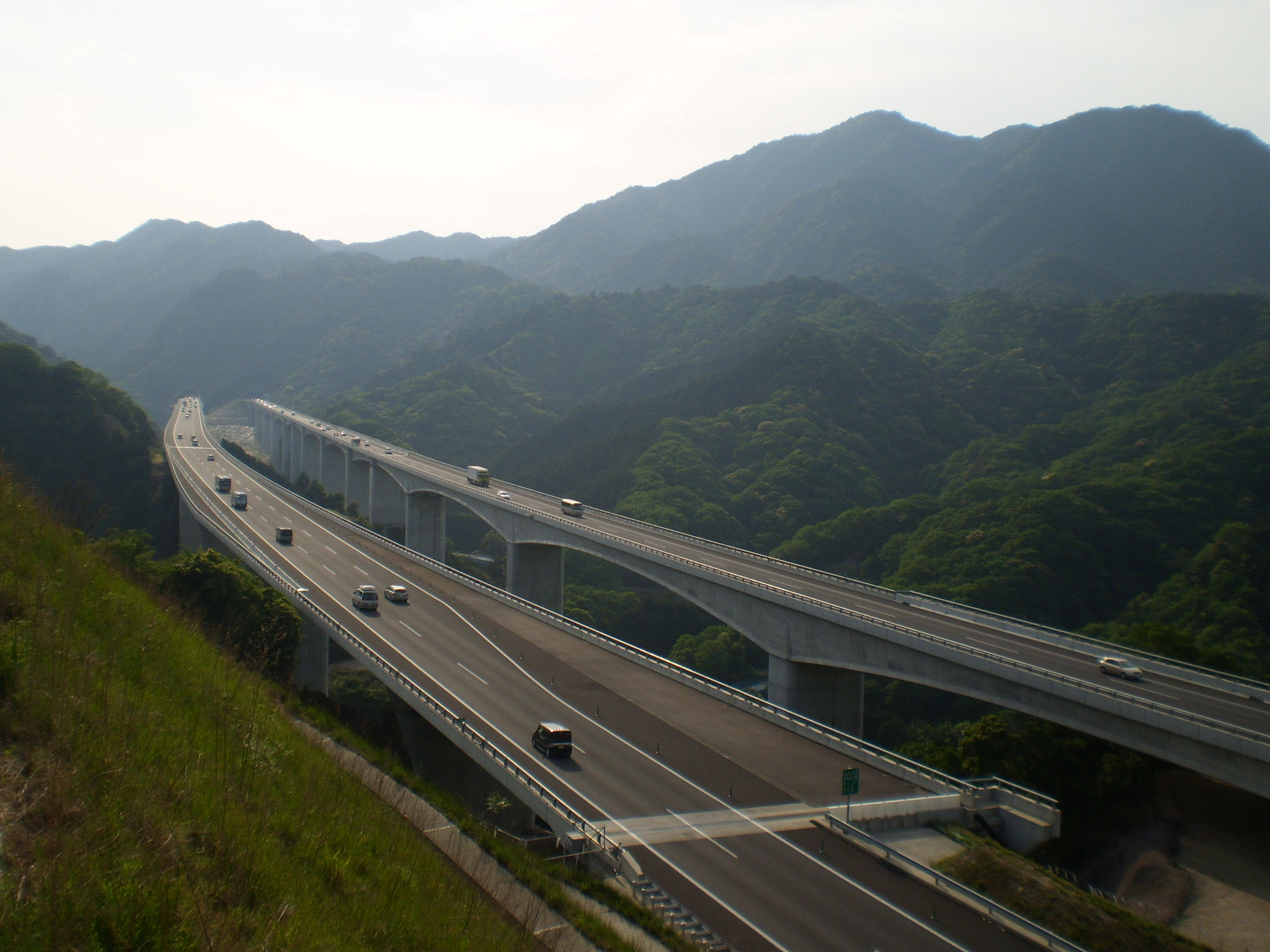
於錐瀧橋車道增加

| 区間       | 区間                                  | 車道 上下線=上行線+下行線 | 速限     |
| ---------- | ------------------------------------- | ------------------------- | -------- |
| 本線       | 四日市系統交流道 - 新四日市系統交流道 | 4=2+2（暫定4車道）        | 100 km/h |
| 本線       | 龜山西系統交流道 - 甲賀土山交流道     | 5=2+3（暫定5車道）        | 100 km/h |
| 本線       | 甲賀土山交流道 - 大津系統交流道       | 4=2+2（暫定4車道）        | 100 km/h |
| 本線       | 城陽系統交流道 - 八幡京田邊系統交流道 | 4=2+2（暫定4車道）        | 80 km/h  |
| 本線       | 高槻系統交流道 - 神戶系統交流道       | 4=2+2（暫定4車道）        | 100 km/h |
| 龜山聯絡路 | 龜山系統交流道 - 龜山西系統交流道     | 4=2+2（完成4車道）        | 80 km/h  |
| 大津聯絡路 | 草津系統交流道 - 大津系統交流道       | 4=2+2（完成4車道）        | 80 km/h  |

### 道路照明燈
- 龜山系統交流道、草津系統交流道附近

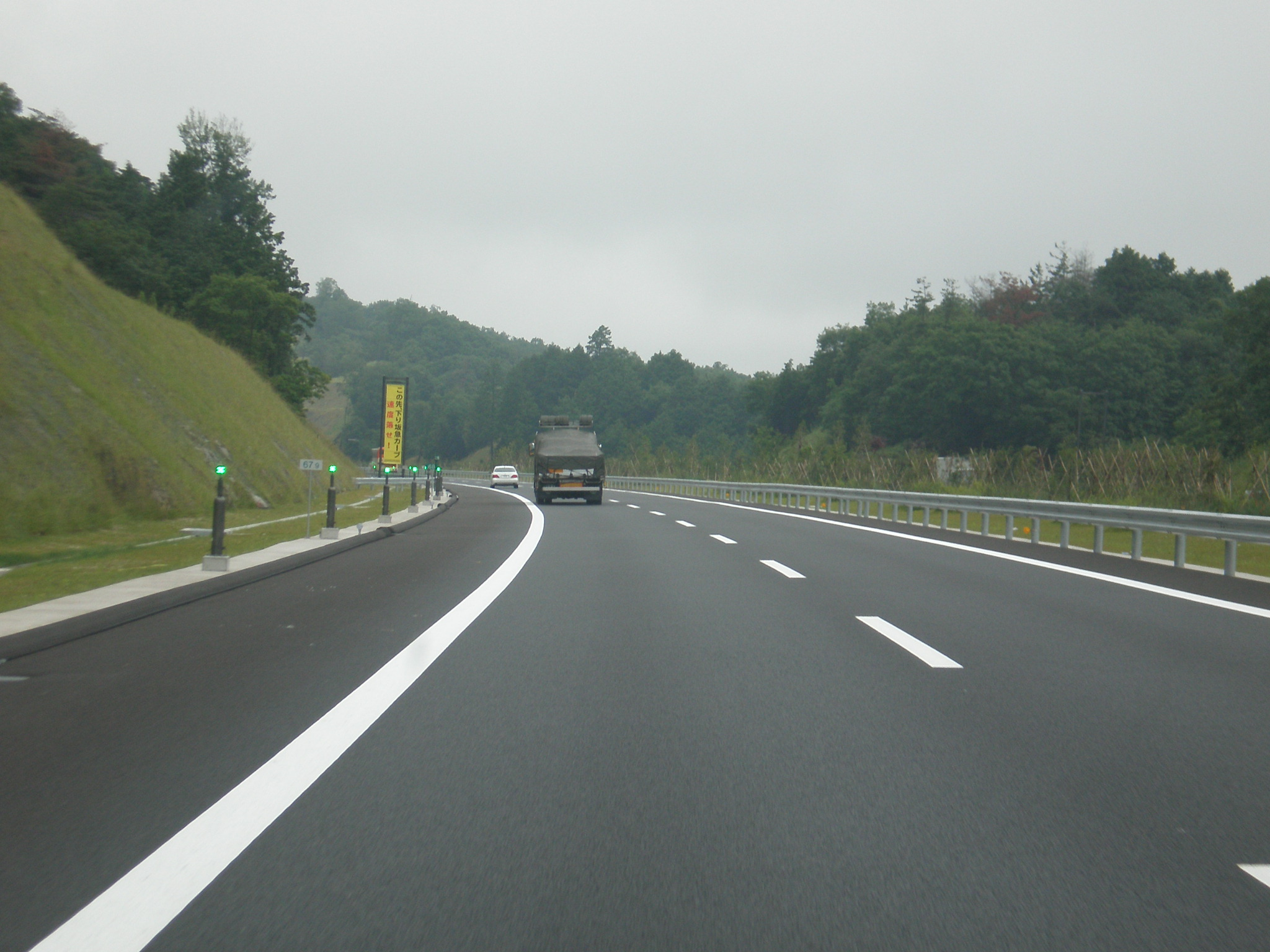
霧對策用視線誘導灯
（大津系統交流道附近 左側路肩）

- 甲賀土山交流道、甲南交流道、信樂交流道、草津田上交流道附近
- 土山服務區、甲南停車區附近
- 大津A匝道橋、大津D匝道橋（低位置照明）

幾近全線通過山間部，但道路照明燈僅設置於系統交流道、交流道、服務區、停車區附近，因此夜間的視線非常差。

### 道路管理者
- NEXCO中日本 名古屋支社
  - 桑名保全、服務中心 : 四日市系統交流道 - 新四日市系統交流道、龜山西系統交流道 - 甲賀土山交流道（不包含甲賀土山交流道）、龜山系統交流道 - 龜山西系統交流道（龜山聯絡路）
- NEXCO西日本 關西支社
  - 滋賀高速道路事務所 : 甲賀土山交流道 - 大津系統交流道、草津系統交流道 - 大津系統交流道（大津聯絡路）
  - 京都高速道路事務所 : 城陽系統交流道 - 八幡京田邊系統交流道
  - 新名神大阪西事務所 : 高槻系統交流道 - 兵庫縣川西市平野
  - 新名神兵庫事務所 : 兵庫縣川西市平野 - 神戶系統交流道

#### 高速公路廣播
- 土山（亀山西系統交流道 - 甲賀土山交流道）
- 甲賀（甲賀土山交流道 - 甲南交流道）
- 甲南隧道上行（甲南交流道 - 信樂交流道　僅上行線）
- 甲南隧道下行（甲南交流道 - 信樂交流道　僅下行線）
- 金勝山隧道上行（信樂交流道 - 大津系統交流道　僅上行線）
- 金勝山隧道下行（信樂交流道 - 大津系統交流道　僅下行線）
- 原萩谷（高槻系統交流道 - 茨木千提寺交流道）
- 箕面（茨木千提寺交流道 - 箕面止止呂美交流道）
- 止止呂美（箕面止止呂美交流道 - 川西交流道）
- 切畑（川西交流道 - 寶塚北服務區）
- 道場（寶塚北服務區 - 神戶系統交流道）

### 交通量
24小時交通量（台）　道路交通調查
| 区間                                  | 平成22年（2010年）度 | 平成27年（2015年）度 |
| ------------------------------------- | -------------------- | -------------------- |
| 四日市系統交流道 - 新四日市系統交流道 | 調査當時尚未通車     | 調査當時尚未通車     |
| 龜山系統交流道 - 甲賀土山交流道       | 36,369               | 46,645               |
| 甲賀土山交流道 - 甲南交流道           | 34,608               | 44,717               |
| 甲南交流道 - 信樂交流道               | 36,840               | 48,022               |
| 信樂交流道 - 草津田上交流道           | 40,428               | 51,270               |
| 草津田上交流道 - 草津系統交流道       | 46,089               | 55,851               |
| 城陽系統交流道 - 八幡京田邊系統交流道 | 調査當時尚未通車     | 調査當時尚未通車     |
| 高槻系統交流道 - 茨木千提寺交流道     | 調査當時尚未通車     | 調査當時尚未通車     |
| 茨木千提寺交流道 - 箕面止止呂美交流道 | 調査當時尚未通車     | 調査當時尚未通車     |
| 箕面止止呂美交流道 - 川西交流道       | 調査當時尚未通車     | 調査當時尚未通車     |
| 川西交流道 - 寶塚北服務區             | 調査當時尚未通車     | 調査當時尚未通車     |
| 寶塚北服務區 - 神戶系統交流道         | 調査當時尚未通車     | 調査當時尚未通車     |

（出典：「平成22年度道路交通調查 （页面存档备份，存于）」・「平成27年度全国道路・街路交通情勢調査 （页面存档备份，存于）」（自国土交通省主頁摘取資料作成）

## 地理

### 通過自治體
本線
- 三重縣
  - 四日市市 - 桑名市 - 員辨郡東員町 - 四日市市 - 三重郡菰野町 - 四日市市 - 鈴鹿市 - 龜山市
- 滋賀県
  - 甲賀市 - 大津市 - 栗東市 - 大津市
- 京都府
  - 綴喜郡宇治田原町 - 城陽市 - 京田邊市 - 八幡市
- 大阪府
  - 枚方市 - 高槻市 - 茨木市 - 箕面市 - 豐能郡豐能町 - 箕面市 - 池田市
- 兵庫縣
  - 川西市 - 川邊郡豬名川町 - 寶塚市 - 神戶市（北區）

龜山聯絡路
- 三重縣
  - 龜山市

大津聯絡路
- 滋賀縣
  - 草津市 - 大津市

高槻聯絡路
- 大阪府
  - 高槻市

### 預定通過的自治體
本線
- 三重縣
  - 三重郡菰野町 - 鈴鹿市
- 京都府
  - 綴喜郡宇治田原町
- 大阪府
  - 枚方市

### 連接高速公路
- E1A 伊勢灣岸自動車道（四日市JCT（日语：四日市ジャンクション）直通）
- E23 東名阪自動車道（四日市JCT接續）
- C3 東海環狀自動車道（新四日市JCT（日语：新四日市ジャンクション）直通）
- E23 東名阪自動車道（途經龜山聯絡路龜山JCT（日语：亀山ジャンクション）接續）
- E1 名神高速公路（途經大津聯絡路草津JCT（日语：草津ジャンクション）接續）
- E24 京奈和自動車道（城陽JCT（日语：城陽ジャンクション・インターチェンジ）接續）
- E89 第二京阪道路（日语：第二京阪道路）（八幡京田邊JCT（日语：八幡京田辺ジャンクション・インターチェンジ）接續）
- E1 名神高速公路（高槻JCT/IC（日语：高槻ジャンクション・インターチェンジ）接續）
- E2A 中國自動車道（神戶JCT（日语：神戸ジャンクション）接續）
- E2 山陽自動車道（神戶JCT直通）

## 相片集

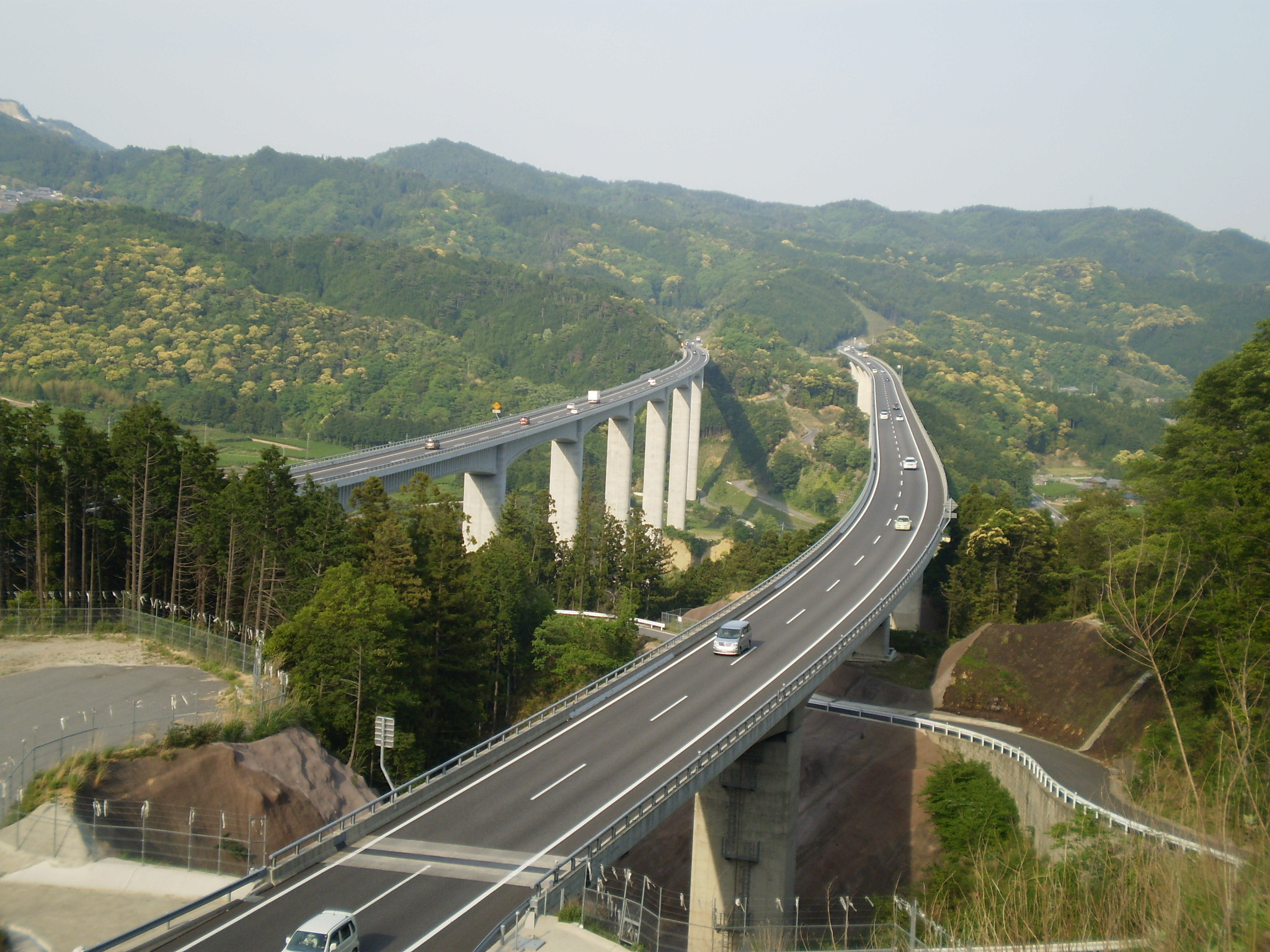
池山高架橋附近望向安坂山隧道方向
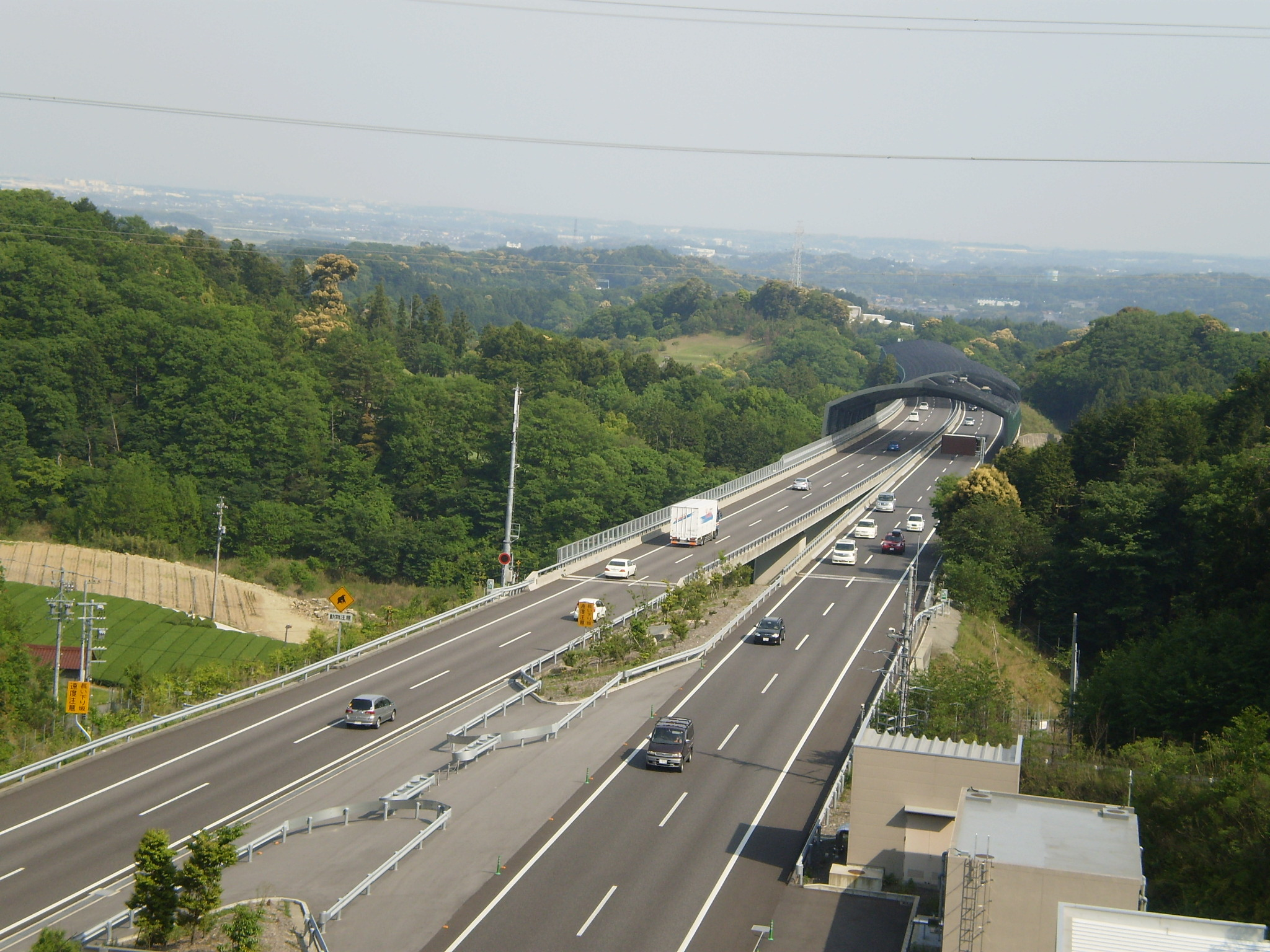
安坂山隧道南坑口望向龜山系統交流道方向
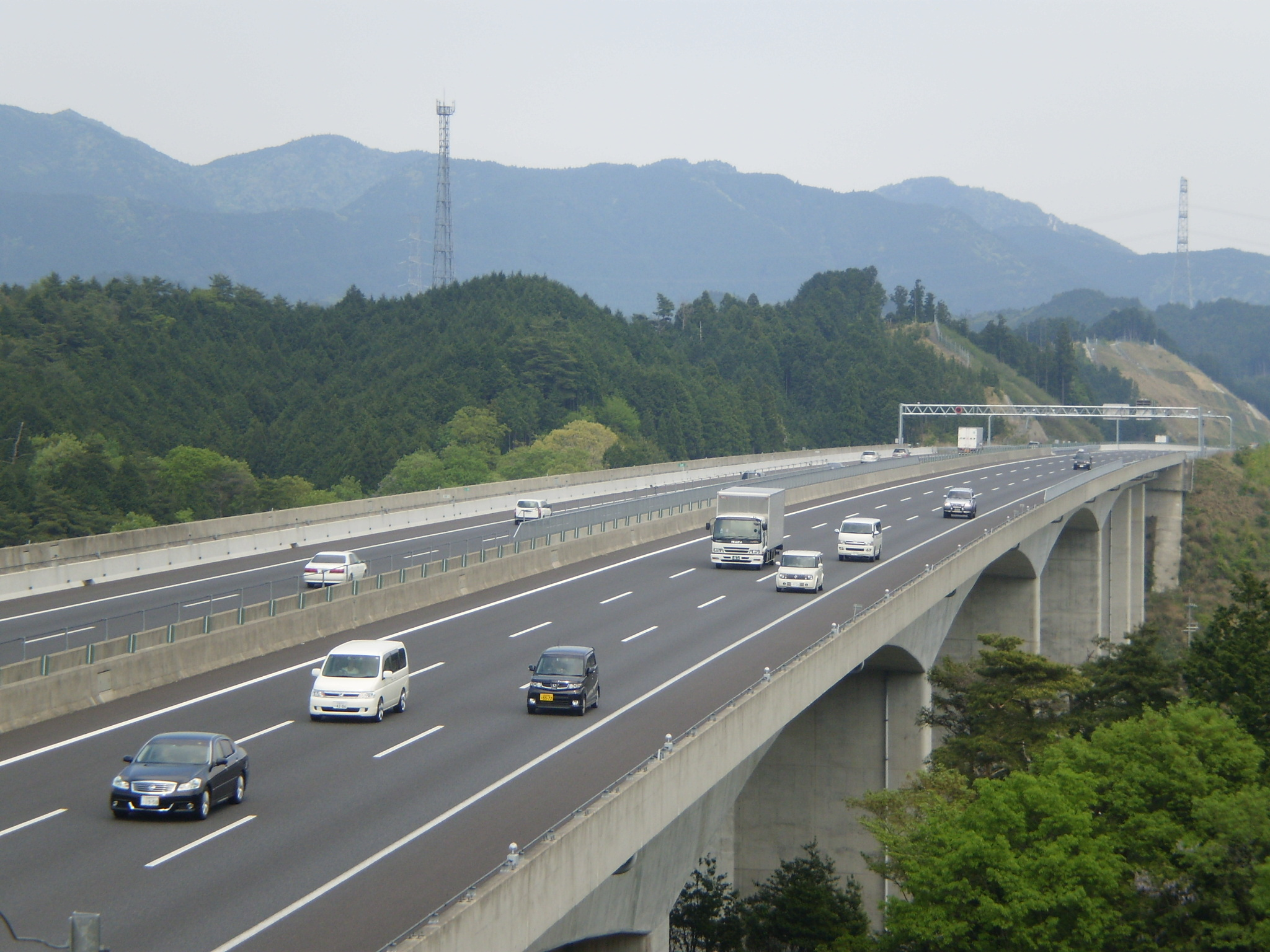
土山橋附近望向鈴鹿隧道方向
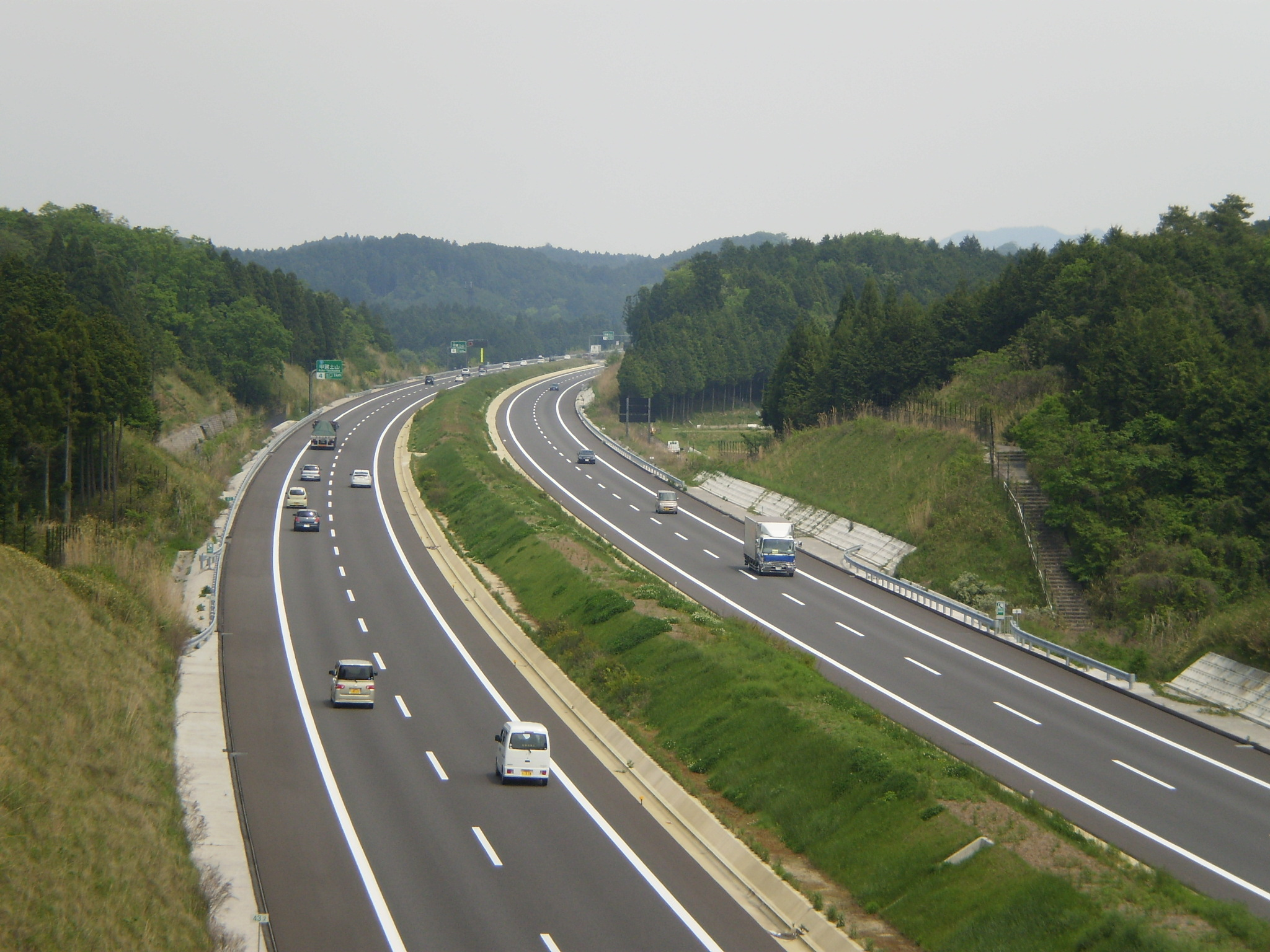
大水戶跨道橋望向甲賀土山交流道方向
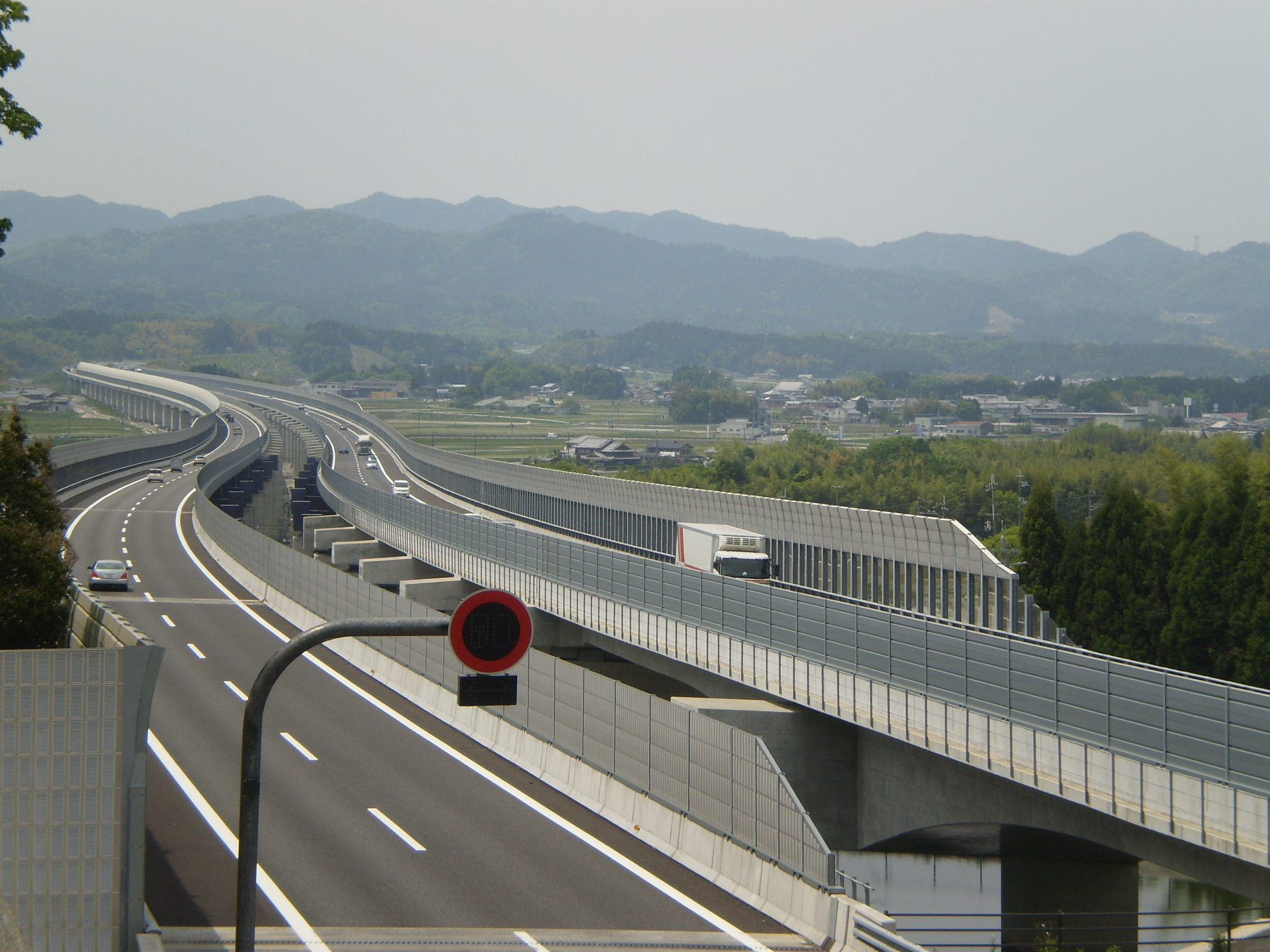
高野高架橋附近望向甲南交流道方向
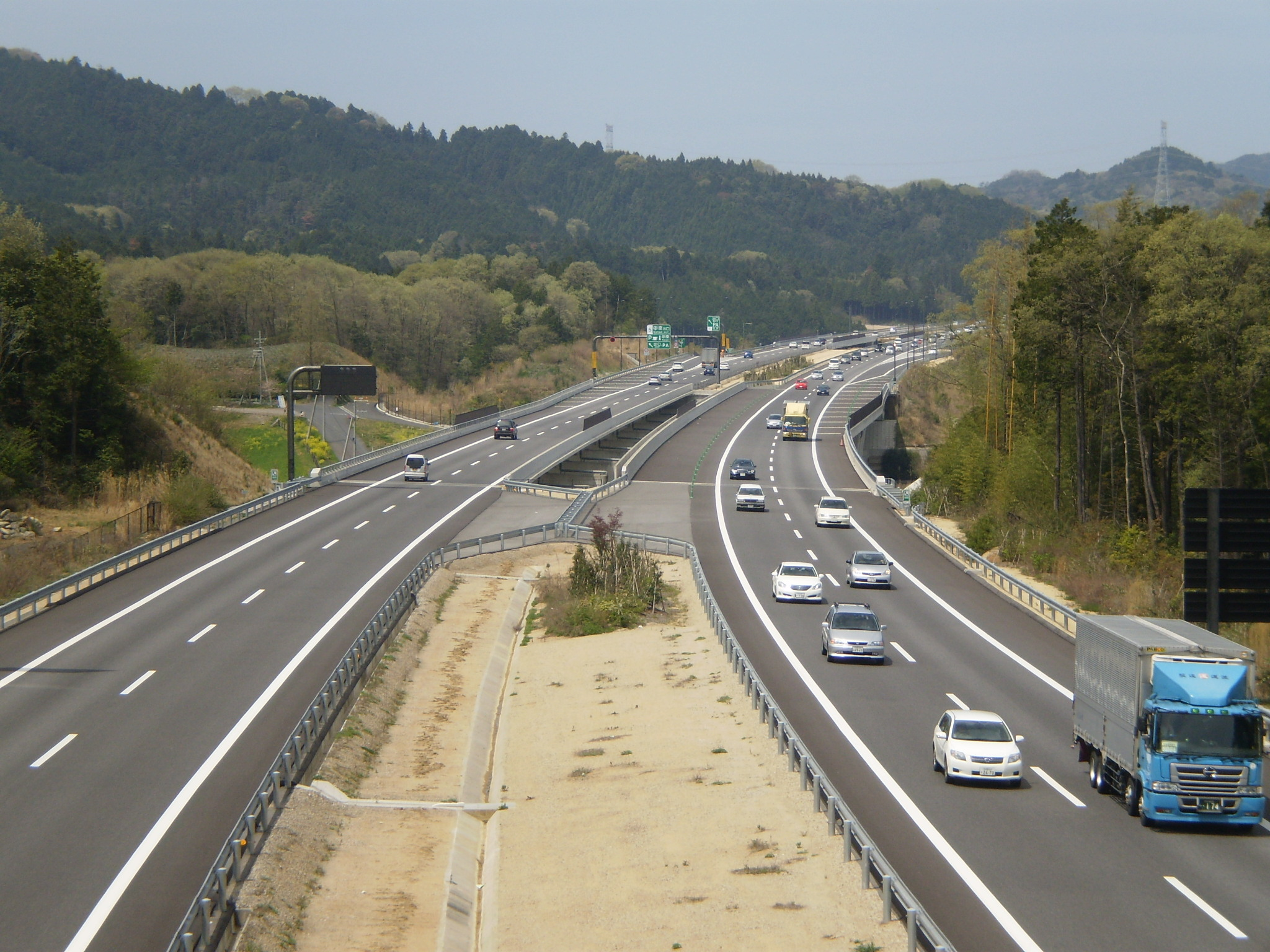
龍法師跨道橋望向甲南交流道方向
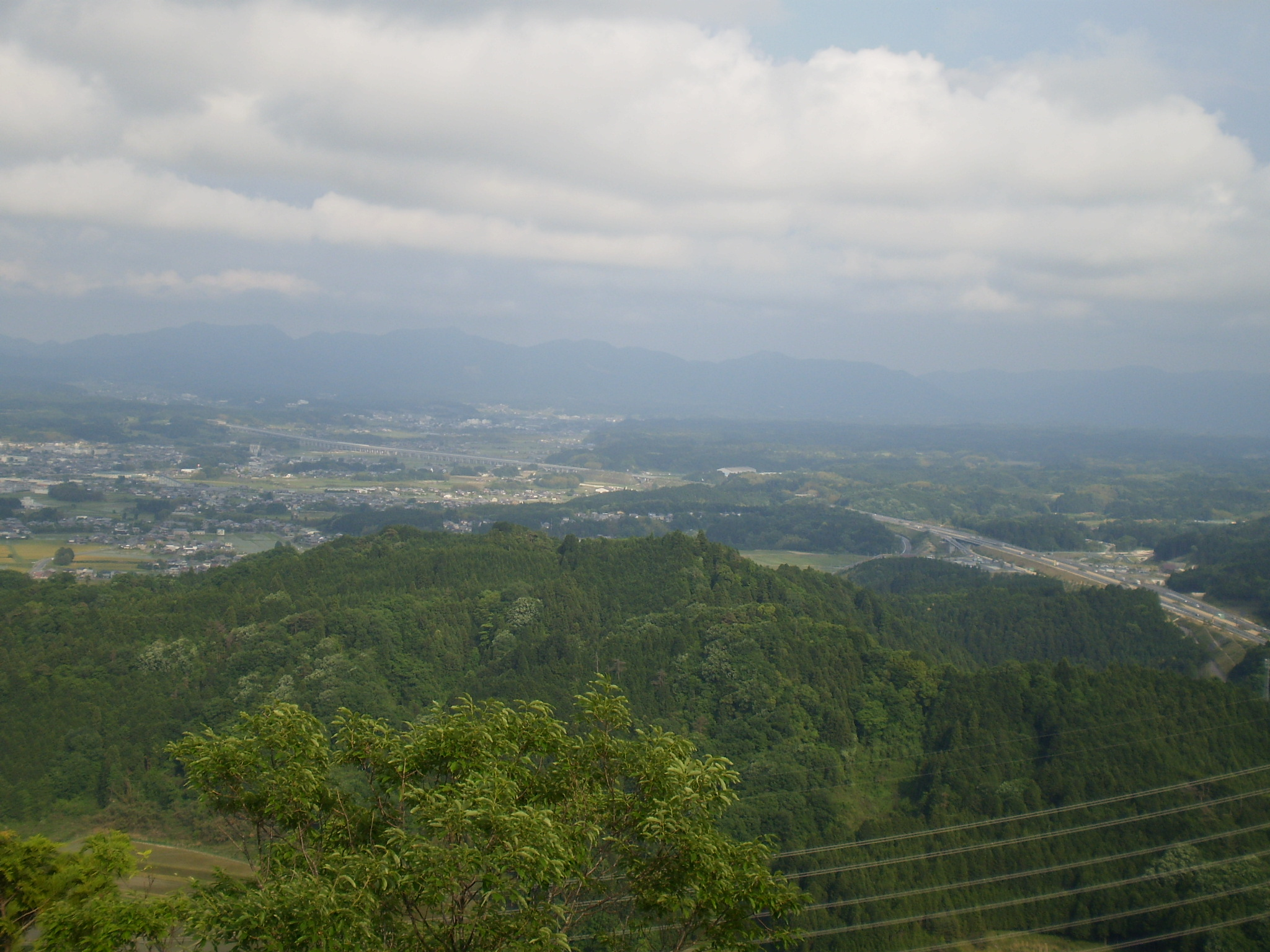
廣德寺展望台望向甲賀土山交流道方向
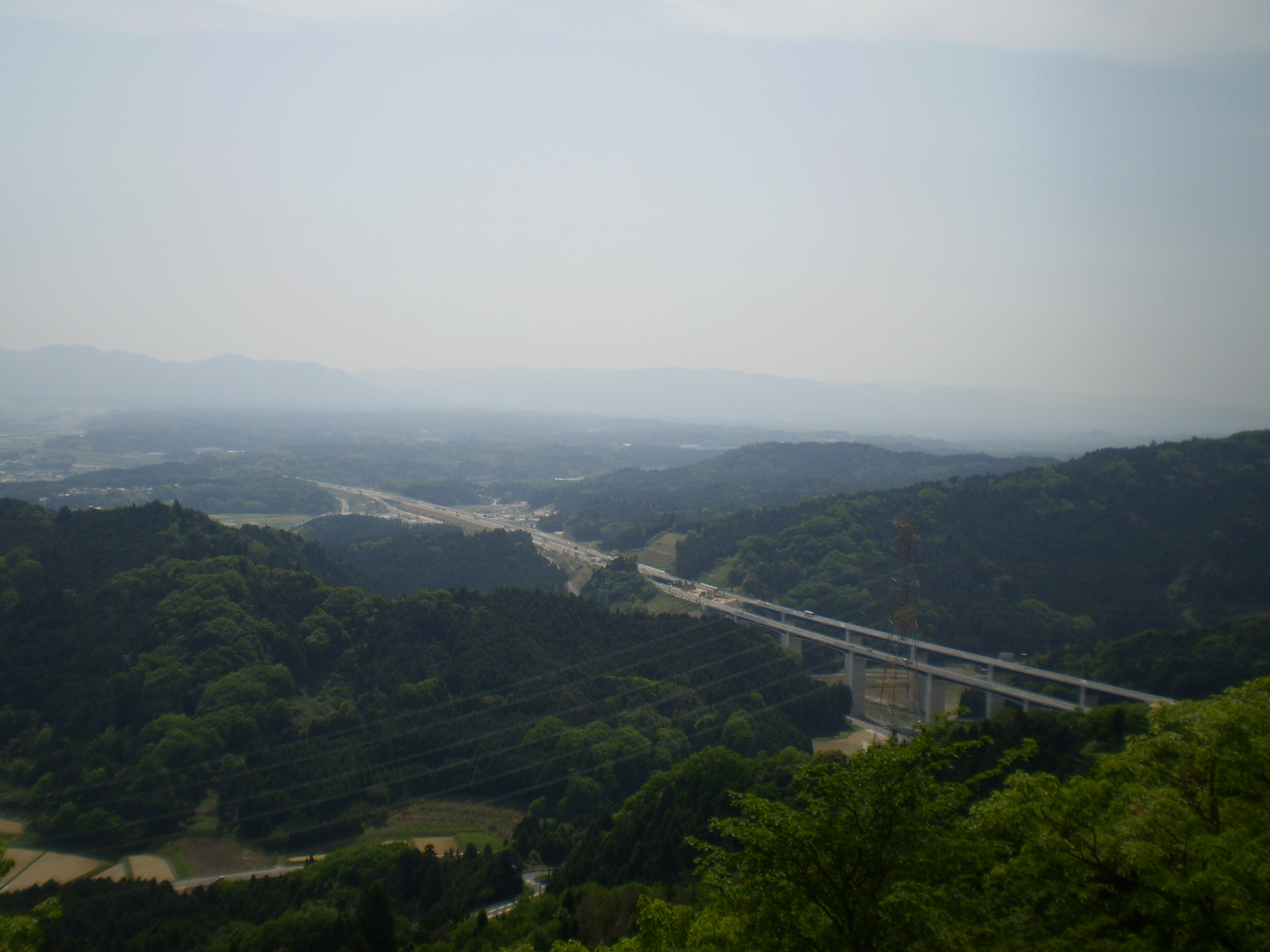
廣德寺展望台望向甲南交流道方向
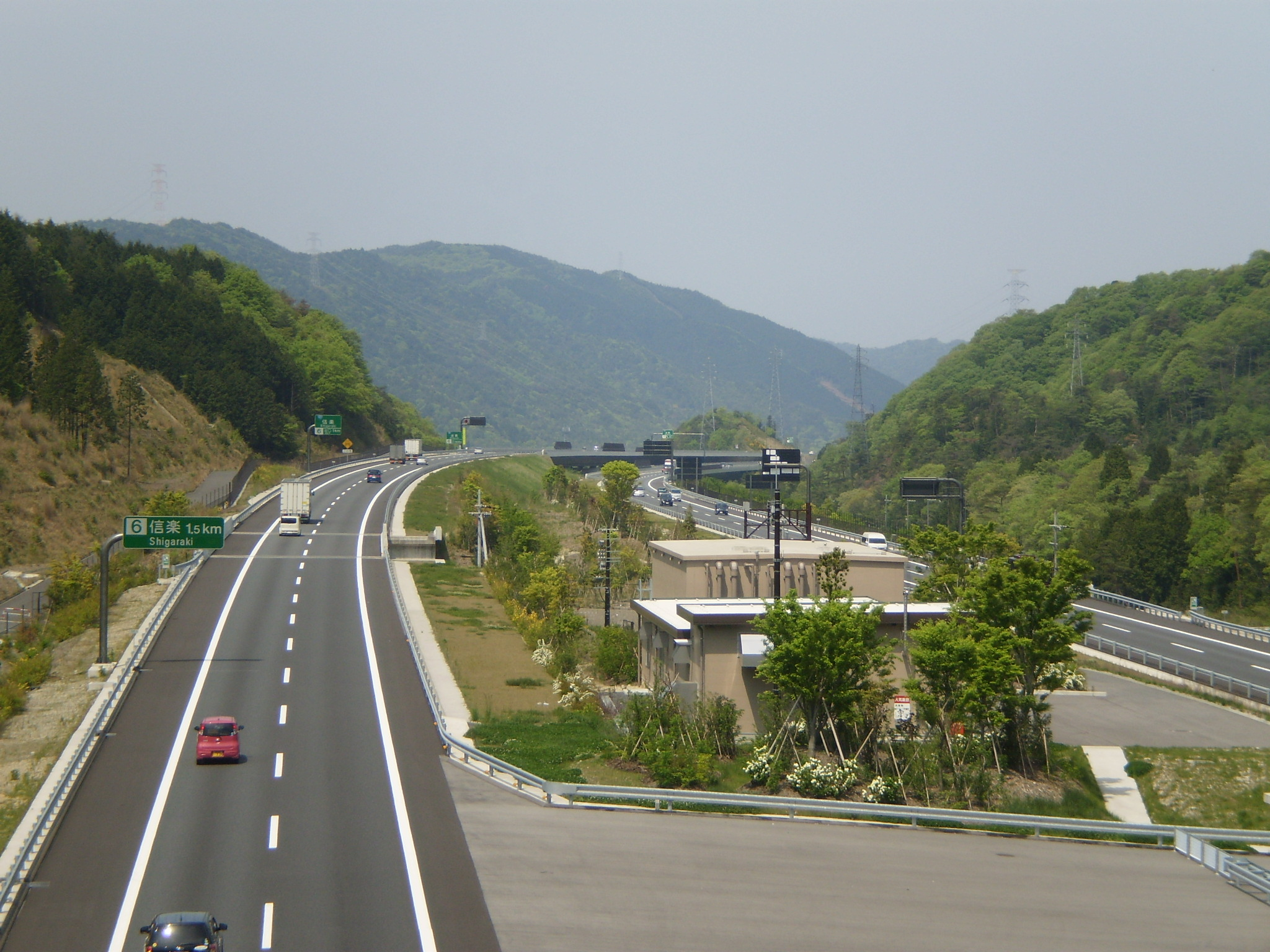
甲南隧道西坑口望向信樂交流道方向
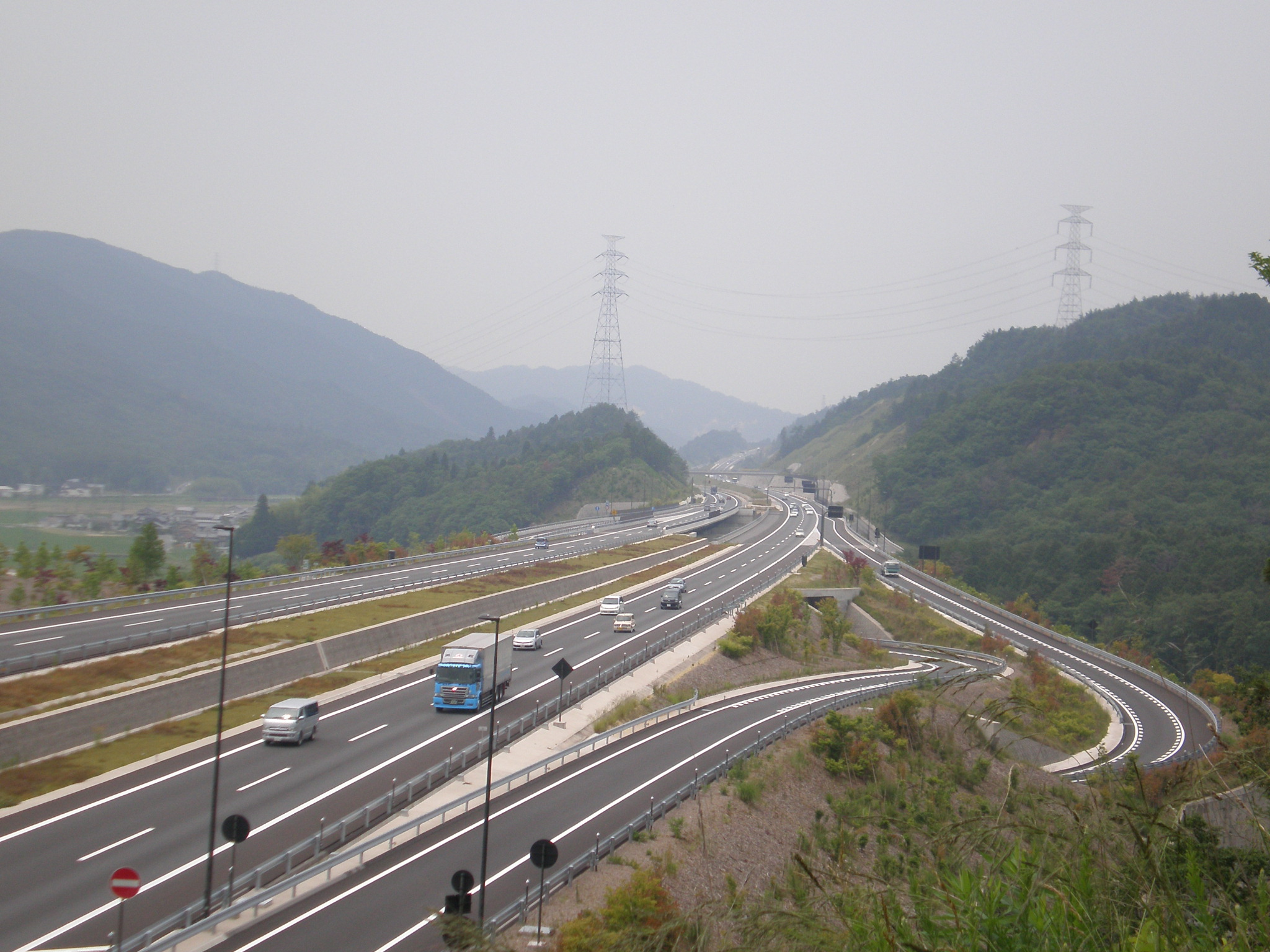
信樂交流道附近望向金勝山隧道方向
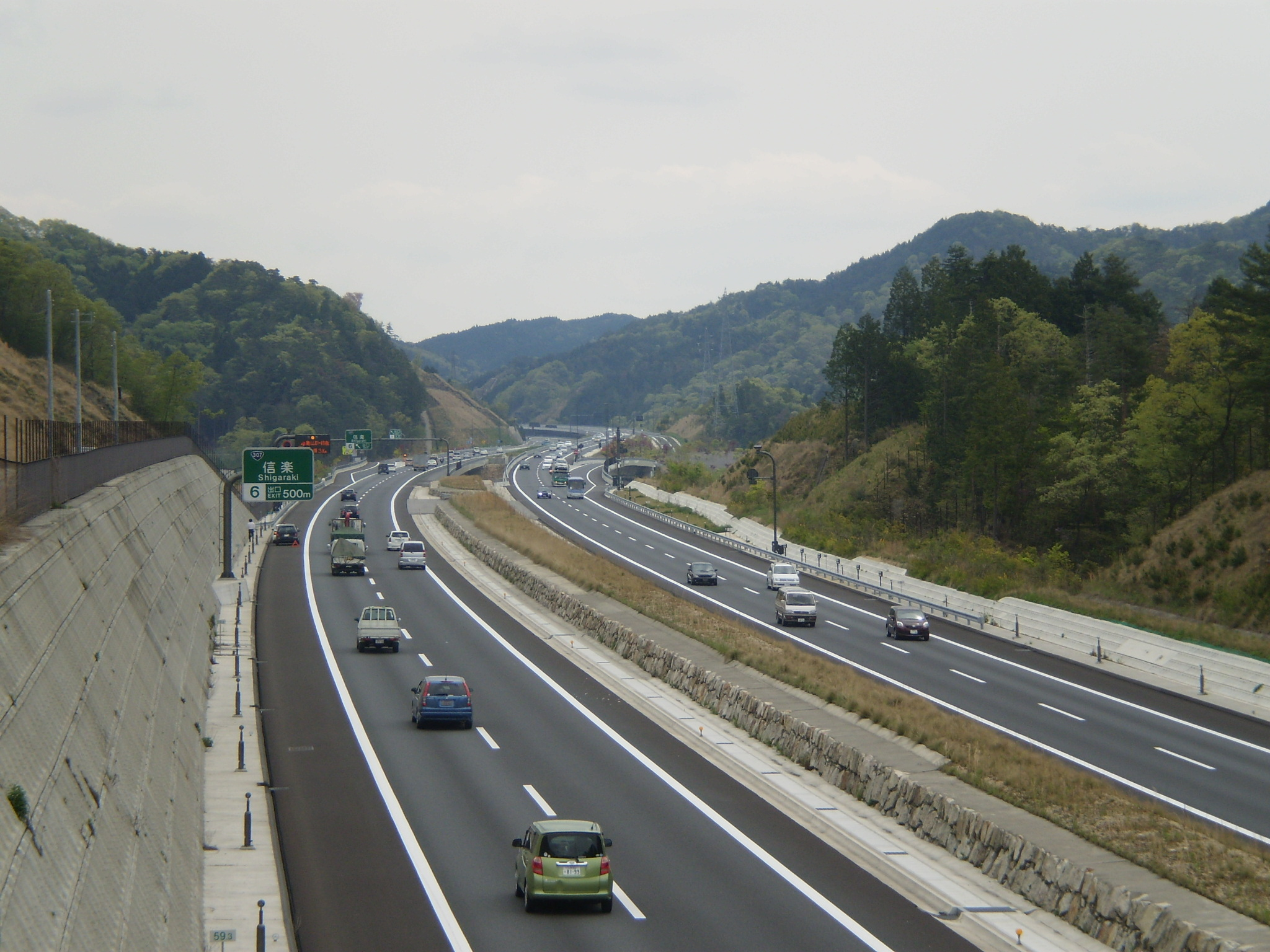
黃瀨跨道橋望向信樂交流道方向
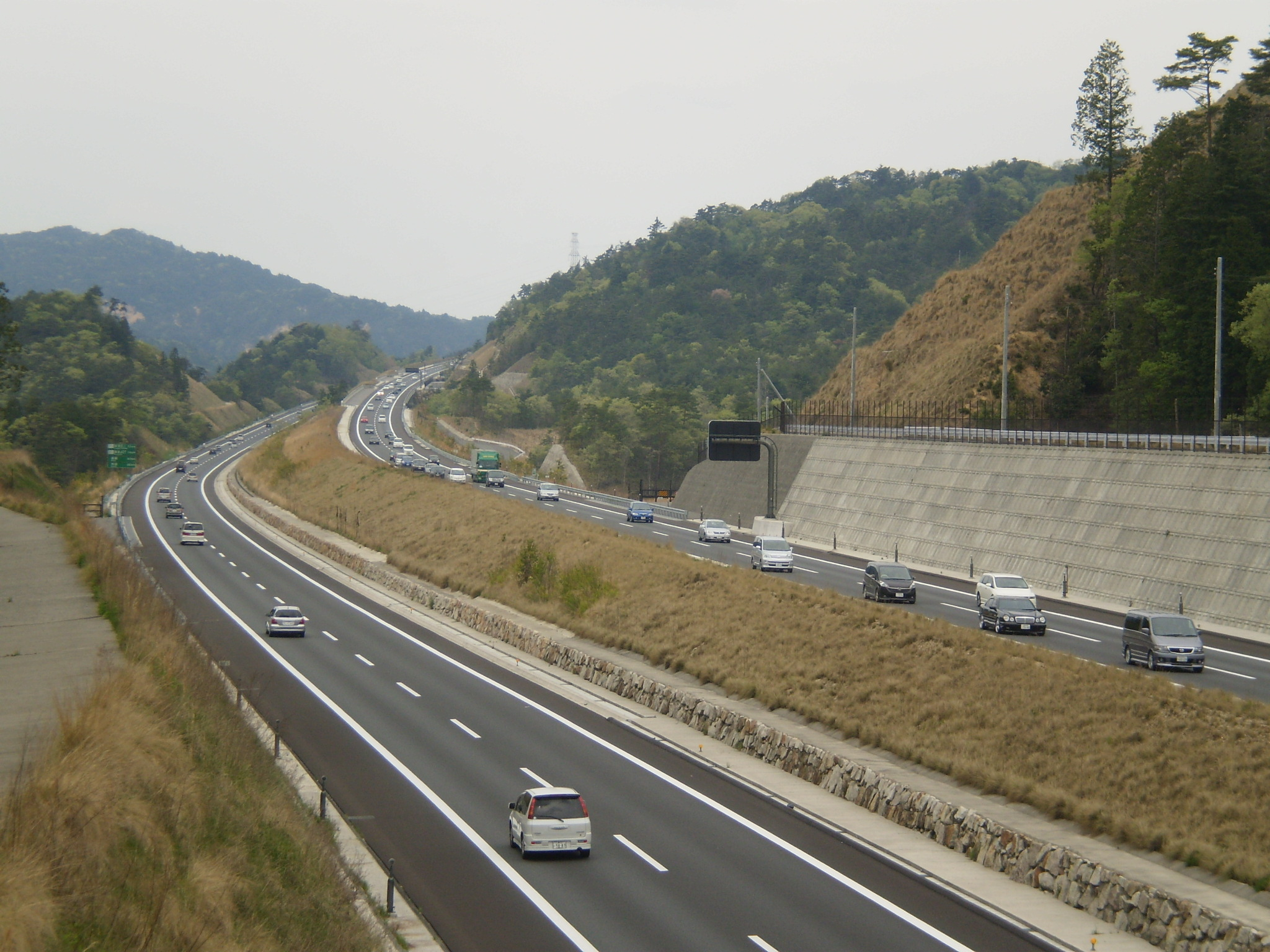
黃瀨跨道橋望向金勝山隧道方向

## 外部連結
- 中日本高速公路 （页面存档备份，存于）
- 西日本高速公路 （页面存档备份，存于）